# کاستلپلانیو
کاستلپلانیو (به ایتالیایی: Castelplanio) یک کومونه در ایتالیا است که در استان آنکونا واقع شده‌است.

## خصوصیات
کاستلپلانیو ۱۵٫۱ کیلومترمربع مساحت و ۳٬۳۰۳ نفر جمعیت دارد.